# ميخال غولاش
ميخال غولاش (بالبولندية: Michał Gołaś)‏ (و. 1984  م) هو راكب دراجة هوائية، من بولندا، ولد في تورون، شارك في طواف إسبانيا، وسباق طواف فرنسا 2014، وألعاب أولمبية صيفية 2012، وطواف فرنسا، وركوب الدراجات في الألعاب الأولمبية الصيفية 2016.

## سباقات أو مراحل فاز بها
| التاريخ        | السباق                        | المركز                      |
| -------------- | ----------------------------- | --------------------------- |
| 28 فبراير 2010 | طواف ألميريا 2010             | السادس في التصنيف العام     |
| 10 أبريل 2010  | روند فان درينثي 2010          | المركز الثالث               |
| 27 فبراير 2011 | طواف ألميريا 2011             | التاسع في التصنيف العام     |
| 27 يوليو 2011  | طواف الوني 2011               | الرابع في التصنيف العام     |
| 06 أغسطس 2011  | طواف بولندا 2011              | الفائز في ترتيب التسلق      |
| 27 مايو 2012   | طواف إيطاليا 2012             | الرابع في تصنيف الجبال      |
| 01 مارس 2014   | كلاسيك سود أرديتشي 2014       | المركز الثاني               |
| 08 مارس 2014   | ستراد بينك 2014               | المرتبة 14 في التصنيف العام |
| 20 سبتمبر 2014 | جي بي إيبانيس-فان بيتيجم 2014 | المركز الثالث               |
| 14 أكتوبر 2014 | طواف بكين 2014                | الفائز في ترتيب التسلق      |
| 18 سبتمبر 2015 | بطولة فلاندرز 2015            | الفائز في التصنيف العام     |
| 19 أغسطس 2020  | طواف الوني 2020               | الفائز في ترتيب التسلق      |

## روابط خارجية
- ميخال غولاش على موقع الاتحاد الدولي للدراجات (الإنجليزية)
- ميخال غولاش على موقع أرشيف الدراجات (الإنجليزية)
- ميخال غولاش على موقع إحصائيات الدراجات الإحترافية (الإنجليزية)
- ميخال غولاش على موقع نسبة الدراجات (الإنجليزية)
- ميخال غولاش على موقع CycleBase (الإنجليزية)
- ميخال غولاش على موقع اللجنة الأولمبية الدولية (الإنجليزية)
- ميخال غولاش على موقع أوليمبيديا (الإنجليزية)
- ميخال غولاش على موقع اللجنة الأولمبية البولندية (مؤرشف) (البولندية)